# Possagno
Possagno es una localidad y comune italiana de la provincia de Treviso, región de Véneto, con 2.260 habitantes.
Está situada a 60 km al noroeste de Venecia y a unos 35 km al noroeste de Treviso. Possagno está cerca de los siguientes municipios: Alano di Piave, Castelcucco, Cavaso del Tomba y Paderno del Grappa.
El famoso escultor Antonio Canova (1757 - 1822) nació en Possagno, donde está el importante museo dedicado a su obra.

## Evolución demográfica
| Gráfica de evolución demográfica de Possagno entre 1861 y 2001 |
|                                                                |
| Fuente ISTAT - elaboración gráfica de Wikipedia                |